# Cùl Mòr
Cùl Mòr är ett berg i Storbritannien.   Det ligger i kommunen Highland och riksdelen Skottland, i den norra delen av landet, 800 km norr om huvudstaden London. Toppen på Cùl Mòr är 849 meter över havet. Cùl Mòr ingår i Cromalt Hills.
Terrängen runt Cùl Mòr är huvudsakligen kuperad, men åt nordväst är den platt. Trakten runt Cùl Mòr är nära nog obefolkad, med mindre än två invånare per kvadratkilometer. Närmaste större samhälle är Ullapool, 17,9 km söder om Cùl Mòr. Trakten runt Cùl Mòr består i huvudsak av gräsmarker.